# FC Jokerit
L'FC Jokerit fu una società calcistica finlandese con sede nella capitale Helsinki. Rappresentava la sezione calcistica di una polisportiva che comprende anche l'omonima compagine di hockey su ghiaccio, partecipante alla Kontinental Hockey League. Fondata nel 1999, vinse la Suomen Cup nello stesso anno. Fu sciolta nel 2004 e ha disputato quattro dei suoi cinque campionati nella Veikkausliiga, la massima serie del campionato finlandese di calcio.

## Storia
La società fu fondata nel 1999 da Harry Harkimo, presidente della squadra di hockey su ghiaccio dello Jokerit, dopo aver acquisito dal Pallokerho-35 i diritti di partecipazione alla Veikkausliiga. Dallo Jokerit furono presi sia il nome sia il colore sociale, il nero, e lo stadio scelto fu l'Olimpico di Helsinki. Alla prima stagione lo Jokerit concluse il campionato al quarto posto e vinse la Suomen Cup, sconfiggendo in finale lo Jaro per 2-1.
L'anno dopo lo Jokerit concluse il campionato al secondo posto a soli quattro punti di distanza dai vincitori dell'Haka. Nel giugno dello stesso anno lo Jokerit ha spostato il suo campo di gioco nel nuovo stadio della capitale, il Finnair Stadium. Grazie alla vittoria della Suomen Cup 1999 lo Jokerit partecipò alla Coppa UEFA nell'edizione 2000-2001, venendo però eliminato al primo turno dagli ungheresi dell'MTK Budapest.
Nel 2001 ci fu una riduzione dei costi societari, dovuti anche al fatto che i ricavi inizialmente previsti non erano arrivati, e, di conseguenza, alcuni dei migliori calciatori furono ceduti. Al termine della stagione lo Jokerit concluse il campionato all'undicesimo posto e retrocesse in Ykkönen. La permanenza in seconda serie durò un solo anno e al termine della stagione 2002 lo Jokerit guadagnò la promozione in Veikkausliiga, beneficiando dell'allargamento della stessa Veikkausliiga da 12 a 14 squadre. Al ritorno in massima serie lo Jokerit concluse il campionato al settimo posto.
Nel marzo 2004 il presidente Harry Harkimo vendette la sua squadra in perdita ai più blasonati concittadini dell'HJK, i quali rinominarono la squadra in Klubi-04 e la iscrissero nel campionato di Kakkonen.

## Palmarès

### Competizioni nazionali
- Suomen Cup: 1

1999

### Altri piazzamenti
- Campionato finlandese:

Secondo posto: 2000
- Liigacup:

Finalista: 2000

## Statistiche

### Partecipazione alle coppe europee
| Stagione | Competizione    | Turno         | Nazione                | Avversario   | Andata | Ritorno | Totale |
| -------- | --------------- | ------------- | ---------------------- | ------------ | ------ | ------- | ------ |
| 1999     | Coppa Intertoto | Primo turno   | Estonia (bandiera)     | Trans Narva  | 3-0    | 4-1     | 7-1    |
| 1999     | Coppa Intertoto | Secondo turno | Malta (bandiera)       | Floriana     | 2-1    | 1-1     | 3-2    |
| 1999     | Coppa Intertoto | Terzo turno   | Inghilterra (bandiera) | West Ham     | 0-1    | 1-1     | 1-2    |
| 2000-01  | Coppa UEFA      | Preliminare   | Ungheria (bandiera)    | MTK Budapest | 0-1    | 2-4     | 2-5    |
| 2001-02  | Coppa UEFA      | Preliminare   | Ucraina (bandiera)     | Arsenal Kiev | 0-2    | 0-2     | 0-4    |

In grassetto le gare casalinghe.